# Gouverneurswahlen in den Vereinigten Staaten 1973

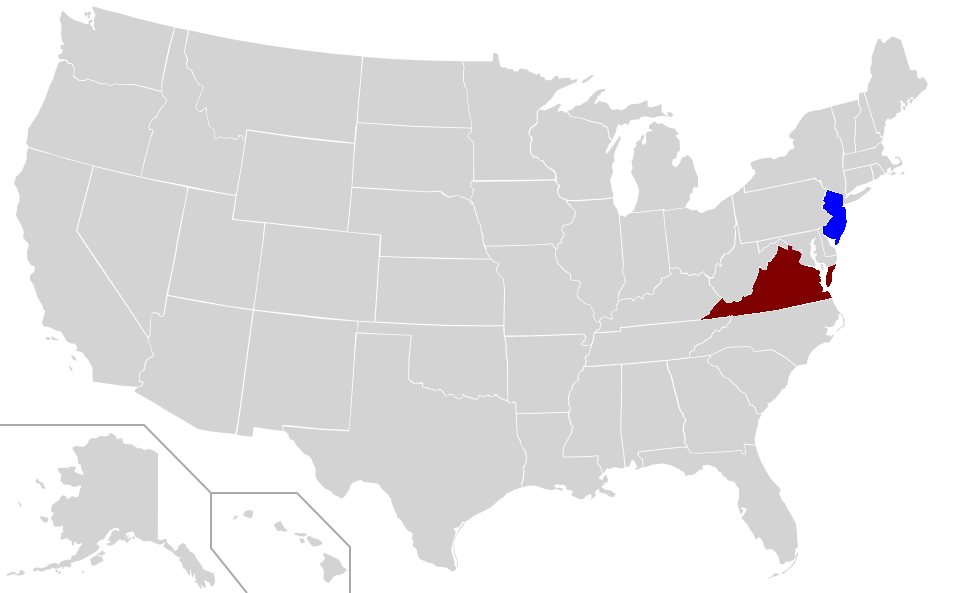
Während New Jersey (blau) an die Demokraten fiel, blieb Virginia (dunkelrot) in republikanischer Hand.

Die Gouverneurswahlen in den Vereinigten Staaten 1973 fanden am 6. November 1973 statt. Gewählt wurde in den Bundesstaaten New Jersey und Virginia. 

## New Jersey
In New Jersey gewann der Demokrat Brendan Byrne die Wahl und löste den 1969 gewählten Republikaner William T. Cahill ab, der die Vorwahl gegen seinen Parteifreund und Kongressabgeordneten Charles W. Sandman verlor und nicht mehr zur Wahl stand. Byrne erreichte 66,4 Prozent der Stimmen. Der unterlegene Sandman kam auf 32,12 Prozent. Von den zehn übrigen Kandidaten, die teils kleineren Parteien angehörten teils unabhängig kandidierten, erzielte keiner einen Anteil von mehr als 0,31 Prozent.

## Virginia

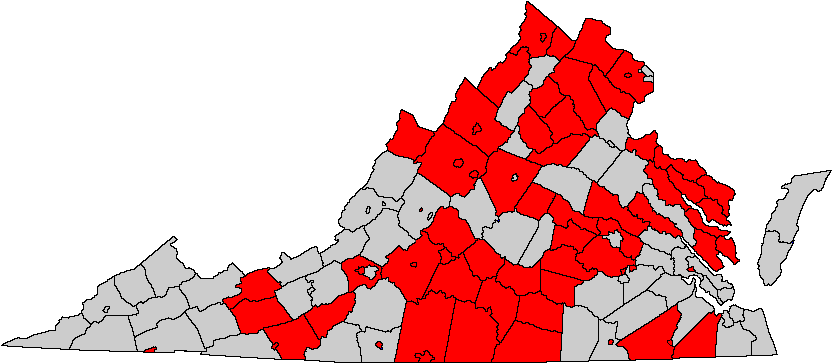
Mehrheiten nach Counties:
Mills E. Godwin (REP)
Henry E. Howell (Unabh.)

In Virginia ging der unabhängige Kandidat und Lieutenant Governor Henry E. Howell gegen den Republikaner Mills E. Godwin, der bereits 1966 bis 1970 Gouverneur für die Demokratische Partei gewesen war, ins Rennen. Der Ausgang der Wahl war sehr knapp: mit 14.972 Stimmen Vorsprung setzte sich Godwin durch. Er erreichte 50,72 Prozent der Stimmen. Howell kam auf 49,28 Prozent.